# Gibsonnemertes spectabilis
Gibsonnemertes spectabilis är en djurart som tillhör fylumet slemmaskar, och som först beskrevs av Jean Louis Armand de Quatrefages de Bréau 1846.  Gibsonnemertes spectabilis ingår i släktet Gibsonnemertes och familjen Drepanophoridae. Inga underarter finns listade i Catalogue of Life.